# 2979 Murmansk
För andra betydelser, se Murmansk (olika betydelser).
2979 Murmansk eller 1978 TB7 är en asteroid i huvudbältet som upptäcktes den 2 oktober 1978 av den sovjetisk-ryska astronomen Ljudmila Zjuravljova vid Krims astrofysiska observatorium på Krim. Den har fått sitt namn efter den ryska staden Murmansk.
Asteroiden har en diameter på ungefär 20 kilometer.